# Victoria Jolly
Victoria Jolly es una arquitecta y artista visual chilena, destacada por sus exploraciones plásticas con el hormigón y su trabajo multidisciplinar en la Ciudad Abierta de Ritoque, Chile.

## Trayectoria
Victoria Jolly es arquitecta de la Pontificia Universidad Católica de Valparaíso y obtuvo su máster en arquitectura en la misma institución.
En 2021 fundó el colectivo artístico transdisciplinar Punto Espora junto al compositor Sebastián de Larraechea y el cineasta Javier Correa, entre cuyos proyectos destacan el documental Sólo las huellas descubren el mar (2017), la performance Punto de Fuga en el MAAT Lisboa (2019) y el site specific Errantes (2020) junto al colectivo Arte Abisal y jóvenes autistas de Quintero, Chile.
Su desarrollo profesional gira en torno a la experimentación de materiales, participando en proyectos transdisciplinares como arquitecta y artista visual. Además de ser profesora de la Pontificia Universidad Católica de Chile, impartiendo cursos en pregrado y postgrado en torno a la tecnología de materiales.
Desde 2007 es habitante de la Ciudad Abierta, donde construyó junto a su padre, David Jolly, el Pórtico de los Huéspedes, en un proyecto en conjunto con suizos y chilenos. En 2020 fue presidenta de la Corporación Cultural Amereida.
Como académica ha desarrollado diversos workshops en Buenos Aires (UTDT), Lausanne (EPFL) y Valparaíso (UTFSM). Asimismo, ha participado en proyectos internacionales como el MoMA PS1 y el I- Park Fundation en Estados Unidos y el CIVA en Bélgica.
Junto al colectivo Punto Espora, fue curadora de la exposición Amereida, La invención del mar (2017), una investigación sobre los orígenes de la Ciudad Abierta, en el Museo Nacional de Bellas Artes y el Parque Cultural de Valparaíso. También fue editora del libro Amereida, la invención de un mar (2019).
En 2022 inauguró la instalación MARGA, cavar adentro en el Parque Cultural de Valparaíso y fue destacada por ArchDaily por su rol de activista y académica en favor del cambio en la arquitectura.
El 29 de noviembre de 2022 fue destacada como una de las mujeres arquitectas emergentes de los premios Mujer Arquitecta 2022 en Chile.
El año 2023 realizó junto al artista Juan Castillo la instalación "Cruzar los límites" en el hall del Museo de Arte Contemporáneo. En Junio del mismo año realiza la instalación llamada "El Cuerpo Ausente" en la Galería de Artes Visuales del Parque Cultural de Valparaíso. A inicios del 2024 inaugura "Piedra Blanda" exposición en la Galería del Diseño del Centro Cultural de la Moneda, en Santiago.
Actualmente es docente en la Pontificia Universidad Católica de Chile, donde imparte cursos en el área de tecnología y experimentación material.
Tiene su taller en la Ciudad Abierta donde desarrolla sus obras e instalaciones.

## Publicaciones
- 2019 — Amereida. La invención del mar. Ediciones Polígrafa.[7]